# Alt Zauche-Wußwerk
Alt Zauche-Wußwerk, niedersorbisch Stara Niwa-Wózwjerch, ist eine Gemeinde im Landkreis Dahme-Spreewald in Brandenburg. Sie wird vom Amt Lieberose/Oberspreewald mit Sitz in Straupitz (Spreewald) verwaltet.

## Geografie
Die Gemeinde Alt Zauche-Wußwerk liegt im Biosphärenreservat Spreewald, rund acht Kilometer Luftlinie nördlich von Lübbenau und neun Kilometer östlich von Lübben. Zwischen Alt Zauche-Wußwerk und Lübbenau liegt der Innere Oberspreewald. Die Südgrenze der Gemeinde ist das Große Fließ. Sie grenzt im Norden und Osten an Neu Zauche, im Südosten an Straupitz (Spreewald), im Süden an Lübbenau und im Westen an Lübben. Der Ortsteil Alt Zauche gehört zum amtlichen Siedlungsgebiet der Sorben/Wenden in Brandenburg.

## Gemeindegliederung
Die Gemeinde gliedert sich nach § 45 der Kommunalverfassung des Landes Brandenburg in folgende Ortsteile:
- Alt Zauche (niedersorbisch Stara Niwa) mit dem bewohnten Gemeindeteil Burglehn (Bórklin) und den Wohnplätzen Alt Zaucher Mühle (Staroniwojski Młyn), Forsthaus Schützenhaus (Golnica-Stśělnica) und Kannomühle (Kanowy Młyn)
- Wußwerk (Wózwjerch) mit dem bewohnten Gemeindeteil Bahnhof Wußwerk (Dwórnišćo Wózwjerch)

## Geschichte

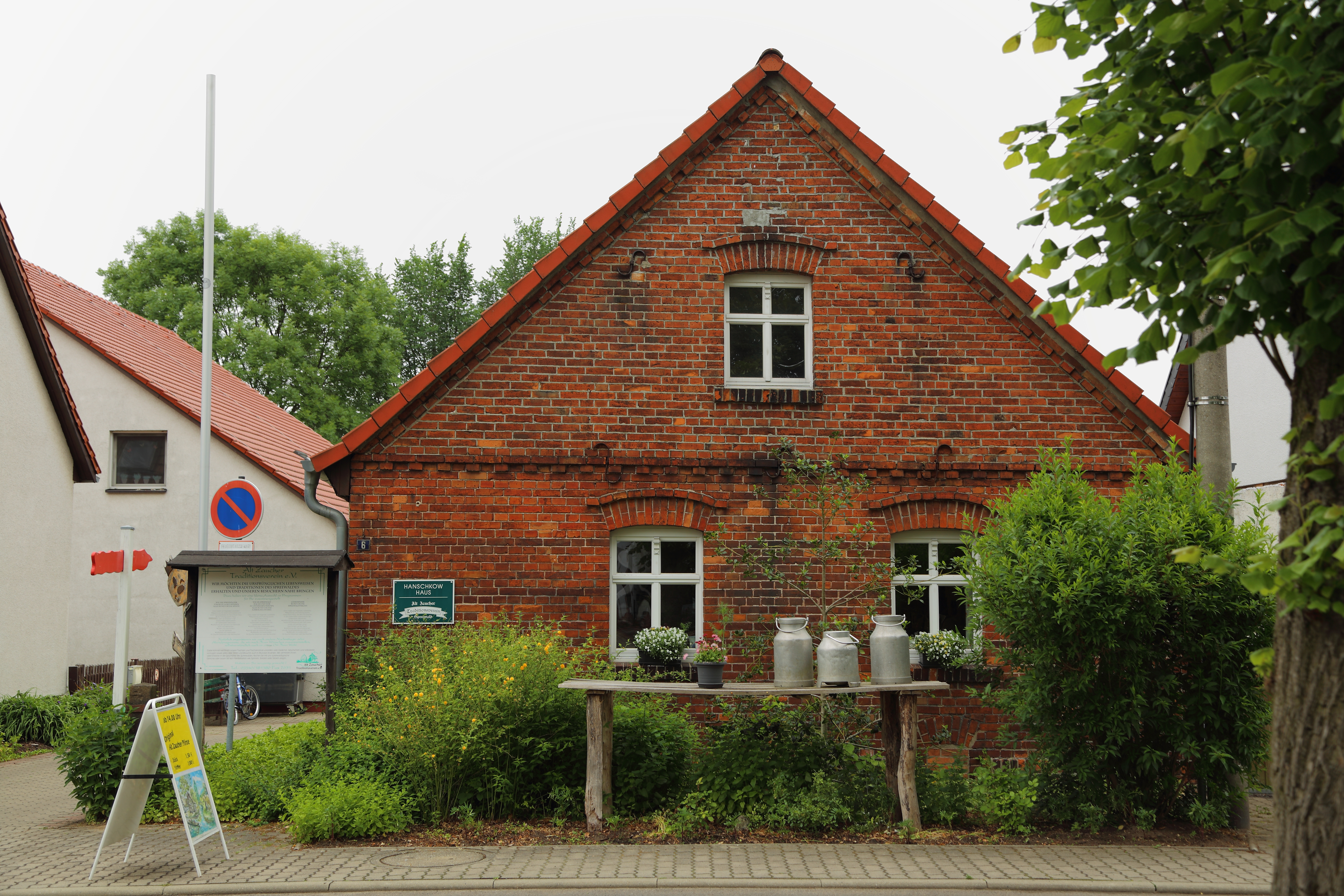
Typisches Bauernhaus in Alt Zauche mit Milch-Abholständer an der Straße

Alt Zauche wurde im Jahr 1337 und Wußwerk drei Jahre später erstmals urkundlich erwähnt. Bis 1674 gehörten die Dörfer zur Herrschaft Neu Zauche der Markgrafschaft Niederlausitz, anschließend kam es zum Amt Neu Zauche, das nach der Eingliederung ins Königreich Preußen ab 1815 mit dem Amt Lübben gemeinsam verwaltet wurde. Alt Zauche und Wußwerk gehörten seit 1816 zum Kreis Lübben (Spreewald) in der Provinz Brandenburg und ab 1952 zum Kreis Lübben im DDR-Bezirk Cottbus.
Nach der Wiedervereinigung gehörten die Dörfer bis 1993 zum Landkreis Lübben in Brandenburg, danach erfolgte eine Zuordnung zum Landkreis Dahme-Spreewald. Bereits 1992 schlossen sich die beiden Gemeinden zur Erledigung ihrer Verwaltungsgeschäfte im Amt Straupitz (1994 in Amt Oberspreewald umbenannt) zusammen. Die Gemeinde Alt Zauche-Wußwerk entstand am 26. Oktober 2003 aus dem freiwilligen Zusammenschluss der bis dahin selbstständigen Gemeinden Alt Zauche und Wußwerk und gehört seitdem zum ebenfalls neu gebildeten Amt Lieberose/Oberspreewald.
Beide Orte – Alt Zauche und Wußwerk – waren ursprünglich rein sorbischsprachig. In den 1880er Jahren sprachen noch alle älteren Einwohner Sorbisch; die jüngeren waren bedingt durch den Wechsel der Schul- und Gottesdienstsprache zum Deutschen bereits einsprachig deutsch. Die letzten sorbischen Muttersprachler verstarben Mitte des 20. Jahrhunderts.

## Bevölkerungsentwicklung
| Jahr | Alt Zauche | Wußwerk |      | Jahr | Alt Zauche-Wußwerk |
| ---- | ---------- | ------- | ---- | ---- | ------------------ |
| 1875 | 582        | 391     | 2003 | 636  |                    |
| 1910 | 546        | 255     | 2005 | 602  |                    |
| 1939 | 475        | 273     | 2010 | 551  |                    |
| 1946 | 731        | 386     | 2015 | 502  |                    |
| 1950 | 666        | 363     | 2020 | 465  |                    |
| 1971 | 503        | 212     | 2021 | 461  |                    |
| 1990 | 446        | 194     | 2022 | 471  |                    |
| 1995 | 544        | 179     | 2023 | 475  |                    |
| 2000 | 449        | 179     | 2024 | 475  |                    |
| 2002 | 435        | 184     |      |      |                    |

Gebietsstand des jeweiligen Jahres, Einwohnerzahl: Stand 31. Dezember (ab 1991), von 2011 bis 2021 auf Basis des Zensus 2011, ab 2022 auf Basis des Zensus 2022

## Politik

### Gemeindevertretung
Die Gemeindevertretung von Alt Zauche-Wußwerk besteht aus acht Gemeindevertretern und dem ehrenamtlichen Bürgermeister. Die Kommunalwahl am 9. Juni 2024 führte bei einer Wahlbeteiligung von 80,2 % zu folgendem Ergebnis:
| Wählergruppe                         | Stimmenanteil | Sitze |
| ------------------------------------ | ------------- | ----- |
| Gemeinsam für Alt Zauche und Wußwerk | 49,7 %        | 4     |
| Bürger für Wußwerk                   | 28,8 %        | 2     |
| AfD                                  | 12,7 %        | 1     |
| Einzelbewerberin Doreen Bochynek     | 08,8 %        | 1     |

Der Sitz der Einzelbewerberin Doreen Bochynek ist seit ihrer Wahl zur ehrenamtlichen Bürgermeisterin am 20. Mai 2025 unbesetzt.

### Bürgermeister
- 2003–2025: Jens Martin (Einzelbewerber)[9]
- seit 2025: Doreen Bochynek (Einzelbewerberin)[10]

Martin wurde in der Bürgermeisterwahl am 9. Juni 2024 mit 71,1 % der gültigen Stimmen für eine weitere Amtszeit von fünf Jahren gewählt. Am 1. April 2025 legte er sein Amt vorzeitig nieder. Die Gemeindevertreter wählten am 20. Mai 2025 Doreen Bochynek für den Rest der Wahlperiode zur ehrenamtlichen Bürgermeisterin.

## Sehenswürdigkeiten und Kultur

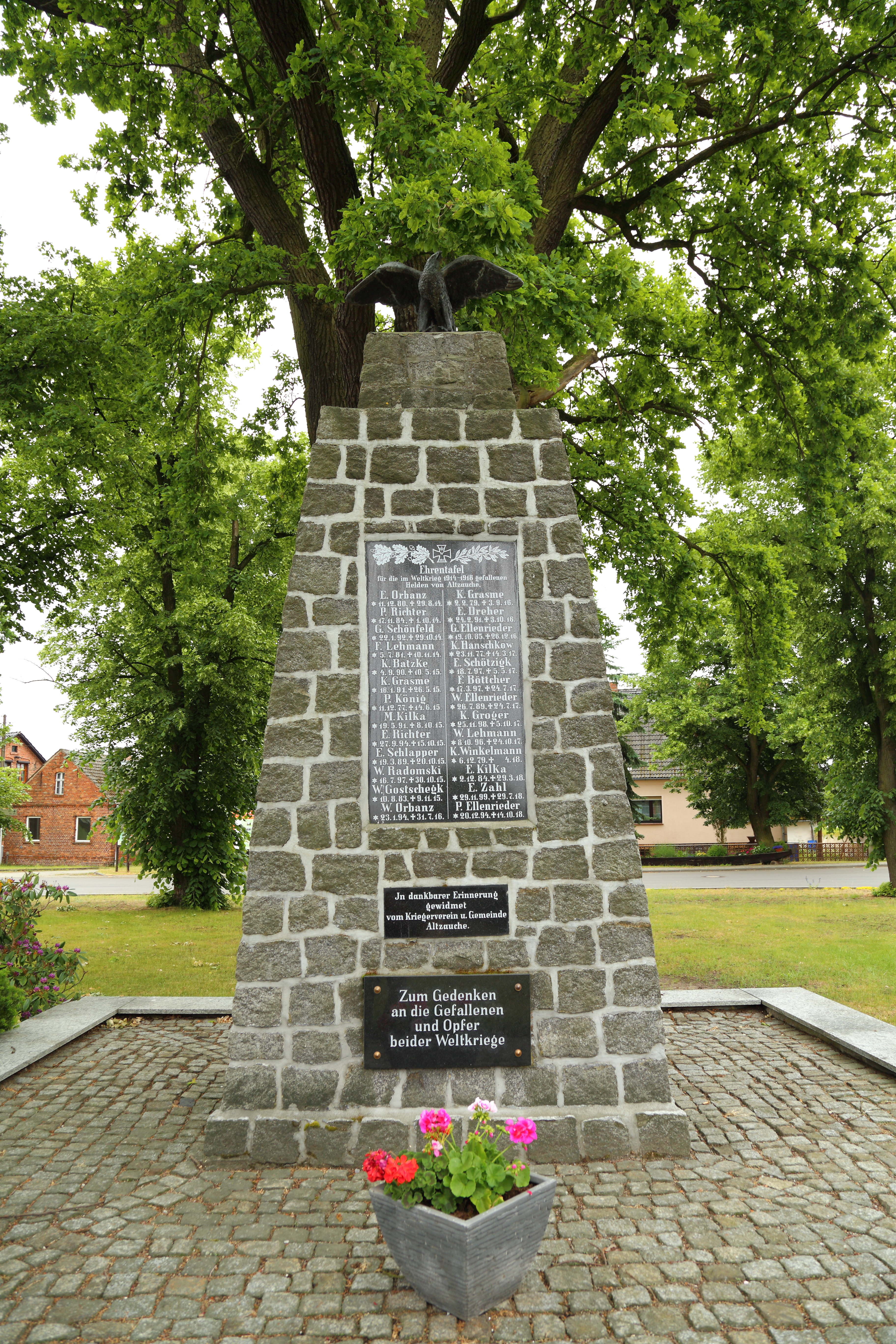
Kriegerdenkmal

- Kriegerdenkmal im Zentrum von Alt Zauche zum Gedenken der Toten des Ersten Weltkrieges des Ortes
- Gedenkstein auf dem Friedhof rechts von der Trauerhalle am Ortsausgang Richtung Wußwerk, erinnert an sechs hier begrabene sowjetische Kriegsgefangene
- Naturschutzgebiet Schützenhaus etwa 2,5 Kilometer südlich von Alt Zauche, aber auf  Gemeindegebiet, reicht bis an die Landesstraße 44 heran[14]

Regelmäßige Veranstaltungen
In der Gemeinde werden Ostern, Kirmes und Fastnacht und andere mit den sorbischen Bräuchen Zampern sowie Spinteball als Brauchtum bewahrt und gefeiert. Seit 2004 findet jährlich im Frühjahr das Alt Zaucher Trachtenfest statt, zu dem Spielmannszüge, Volkstanzgruppen und zahlreiche Schaulustige aus verschiedenen deutschen Bundesländern die Gemeinde besuchen.

## Wirtschaft und Infrastruktur

### Wirtschaft
In früher Zeit waren die Landwirtschaft und der Fischfang die bestimmenden Wirtschaftszweige. Im 19. Jahrhundert kamen die Waldbewirtschaftung (Errichtung einer Försterei), die Herstellung von Ziegelsteinen (eine Ziegelei) und der Betrieb von Windmühlen hinzu (1864 waren zwei Windmühlen in Alt Zauche in Betrieb). Im 20. Jahrhundert verloren die Windmühlen ihre Bedeutung, auch die Ziegelei stellte ihre Arbeit ein. Nun konzentrierten sich die Einwohner auf Getreide- und Gemüseproduktion sowie die Haltung von Nutz- und Schlachtvieh. Zwischen 1953 und 1990 bestand das Volkseigene Gut Spreewald im Ortsteil Burglehn, zu dem auch die Landwirte aus Alt Zauche gehörten. Es wurden Rinder gezüchtet und Gemüse (vor allem Gurken und Meerrettich) sowie Milch und Getreide produziert. Nach der Wende wurde das Gut abgewickelt, die Landwirtschaft verlor an Bedeutung.

### Verkehr
Die Ortsteile sind durch die Landesstraße L 44 (bis 2005 Bundesstraße 320) und die Kreisstraße K 6115 miteinander verbunden.
Von 1898 bis 1967 hatten die beiden Gemeinden mit den Bahnhöfen Altzauche-Burglehn (ursprünglich Burglehne) und Wußwerk (bis 1938 Wusswergk) Bahnanschluss an der Teilstrecke Lübben Hauptbahnhof – Straupitz der schmalspurigen Spreewaldbahn.

### Bildung
1879 erhielt Alt Zauche eine eigene einklassige Dorfschule, die 1930 zu einer Acht-Klassen-Schule erweitert werden konnte. Die Schule war von 1950 bis 1981 eine polytechnische Oberschule mit zehn Klassenstufen. Nach 1990 wurde diese Bildungseinrichtung als sechsklassige Grundschule betrieben. Heute besuchen die Kinder aus der Gemeinde die Von-Houwald-Grundschule Straupitz.

### Tourismus

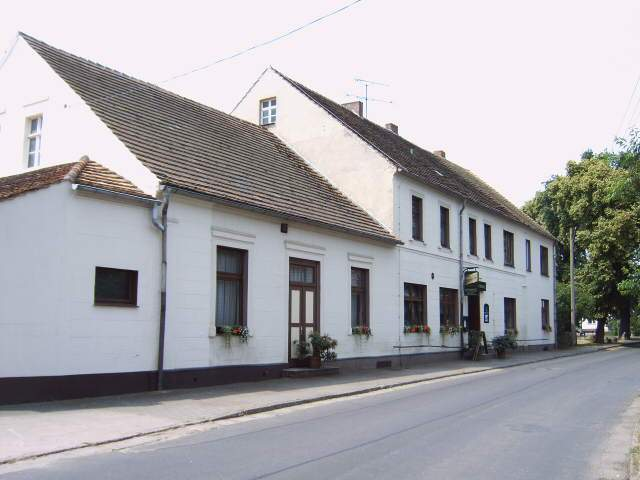
Gasthaus Hempel in Alt Zauche

Seit 1990 entwickelt sich der Tourismus in der gesamten Region als wirtschaftlicher Schwerpunkt. In Alt Zauche gibt es seit 1908 das Gasthaus Hempel. Ab 1993 sind das kleine Restaurant Kürbisschmiede sowie etliche private Pensionen und Ferienwohnungen hinzugekommen. Im Jahre 2007 eröffnete ein neu gebautes Gasthaus In Mühle.
Einige Fährleute bieten Kahnfahrten, speziell in den Bereich Hochwald des Spreewaldes, an, auch die Ausleihe von Booten oder Fahrrädern ist möglich. Gut ausgeschildert sind Fahrrad- und Wanderrouten in die nähere und weitere Umgebung, besonders erwähnenswert ist der Gurkenradweg.
Möglichkeiten für Kutsch- und Kremserfahrten vervollständigen die touristischen Angebote.

## Persönlichkeiten
- Paul Gurran (1893–1944), Generalleutnant der Wehrmacht im Zweiten Weltkrieg, in Alt Zauche geboren
- Erich Köhler (1928–2003), Schriftsteller, lebte in Alt Zauche